# Consensus OCSE
Il Consensus OCSE è un accordo internazionale che norma il supporto finanziario (nella trade finance) al credito all'esportazione nell'area OCSE (Organizzazione per la cooperazione e lo sviluppo economico), cioè nei 37 paesi che appartengono a questa organizzazione internazionale di studi economici.
Il nome preciso e completo dell'accordo è Arrangement on Guidelines for Officially Supported Export Credits.

## Il credito all'esportazione e introduzione al Consensus OCSE
Il Consensus OCSE è stato ratificato nel 1978 e norma il supporto finanziario al credito all'esportazione, cioè i soldi che un cliente/compratore deve al venditore in contesto di export e import, dunque di commercio internazionale. Siccome si parla specificamente di "credito", si parla di un pagamento dilazionato in base a quanto pattuito nel contratto di compravendita nel breve termine (tipicamente 30, 60, 90 giorni; fino a un anno), medio termine (da un anno a cinque anni) e lungo termine (fino a 10 anni; raramente di più). I parlamenti nel lungo termine sono tipici, per esempio, dei contratti di appalto nei quali si paga la realizzazione di enormi edifici, impianti e altre infrastrutture.
In Italia, un'associazione ECA (Export Credit Agency) che offre alcuni supporti al credito all'esportazione (come l'assicurazione del credito all'esportazione/Export Credit Insurance) è la SACE e SACE BT e suddivide i crediti all'esportazione in inferiori a due anni (breve termine) e pari o superiori a due anni (medio termine), con un lieve discostamento dai tipici standard temporali, fermo restando che non esiste uno standard universale.
In trade finance (in questo contesto, export finance), esiste una vasta gamma di prodotti finanziari per esportatori e importatori e alcuni standard nazionali e internazionali su cui la finanza commerciale si basa. Svariati standard sono emanati dall'Unione europea e dall'Organizzazione mondiale del commercio (WTO) e a essi si somma il Consensus OCSE, esteso ai paesi europei siccome essi sono parte dell'OCSE e la stessa Commissione europea partecipa ai lavori e negoziati dell'OCSE in qualità di osservatore e rappresentante dell'UE (la posizione comunitaria che la Commissione porta all'OCSE è formulata nelle riunioni dell'Export Credit Group del Consiglio europeo). Il Consensus (Arrangement on Guidelines for Officially Supported Export Credits) è classificato come un Gentlemen Agreement e riguarda il credito all'esportazione dilazionato per due anni o più, ovvero pari o superiore a 24 mesi (di questa tipologia, in Italia se ne occupa la SACE; per i crediti più nel breve termine, è stata invece creata ad hoc la SACE BT; quest'ultima non va confusa con la SACE FCT che, come accenna la sigla, si occupa di factoring). L'accordo serve a evitare la concorrenza sleale tra stati, siccome ogni stato offrirebbe più sussidi e finanziamenti degli altri pur di incentivare i propri crediti all'esportazione a discapito delle aziende degli altri paesi.
In altre parole, per evitare le guerre di sussidi, l'OCSE ha negoziato un accordo che vale per tutti coloro che vi aderiscono, ovvero tutti i paesi UE, Stati Uniti d'America e Corea del Sud, Australia e Nuova Zelanda, Svizzera, Giappone e Corea del Sud. Viene anche riconosciuto in un tratto dell'Organizzazione Mondiale del Commercio, l'Agreement on Subsidies and Countervailing Measures (SCM Agreement), un'altra delle fonti normative internazionali base sui crediti all'esportazione e della trade finance, che comunque interviene in molti altri contesti anche di commercio nazionale. Il Consensus norma anche alcuni aspetti dell'assicurazione del credito all'esportazione/Export Credit Insurance (ECI), per esempio stabilendo il premio assicurativo minimo.
Questo accordo è emendabile previa discussione in un forum negoziale apposito detto "Participants". In un altro forum, il "Working Party on Export Credit and Credit Guarantees", i membri OCSE discutono di standard internazionali per esempio in materia di lotta alla corruzione, sostenibilità del debito e rispetto dell'ambiente. Entrambi i forum sono raggruppati nella cosiddetta "Divisione per i Crediti alle Esportazioni", che in più vigila sul rispetto delle norme stabilite nel Consensus.

## Presentazione del Consensus OCSE
Si offre qui una breve presentazione del contenuto del Consensus.
L'accordo è suddiviso, a livello macro, in una parte introduttiva, 6 parti e svariate appendici a fine accordo dette "Annex" più altre appendici e allegati che riguardano precise parti. Ogni parte e appendice e la parte introduttiva è suddivisa in capitoli. L'introduzione (non si chiama così, ma di fatto ci sono dei capitoli prima della "parte prima") e le sei parti sono:
- INTRODUZIONE: provisioni generali, termini e condizioni finanziarie per il credito all'esportazione, provisioni per i "tied aid" (letteralmente, "sussidi legati"), procedure <per il credito all'esportazione> e 3 appendici suddivise in capitoli
- PARTE I: provisioni generali
- PARTE II: nuovo aeromobile ["new aircraft"] (copertura, termini e condizioni finanziarie)
- PARTE III: aeromobili usati, motori di scorta ["spare engines"], parti di ricambio, manutenzione e contratti di servizio (copertura, termini finanziari e condizioni)
- PARTE IV: procedure di trasparenza ()
- PARTE V: monitoraggio e revisione
- PARTE VI: provisioni finali

Le varie appendici, a loro volta suddivise in vari capitoli, riguardano argomenti miscellanei, per esempio l'annex IV riguarda il credito all'esportazione nel campo dell'energia rinnovabile (renewable energy) e mitigazione del cambiamento climatico (climate change mitigation).